# Universitätsklinikum Carl Gustav Carus Dresden
Das Universitätsklinikum Carl Gustav Carus Dresden an der Technischen Universität Dresden ist eine rechtsfähige Anstalt des öffentlichen Rechts des Freistaates Sachsen und das größte Krankenhaus der Landeshauptstadt Dresden sowie eine der führenden Kliniken Deutschlands. Bis zum 1. Oktober 1993 bildete das Klinikum zusammen mit der medizinischen Fakultät der TU Dresden gleichen Namens die Medizinische Akademie Dresden. Die Kurzform MedAk ist immer noch im verbreiteten Sprachgebrauch erhalten.
Neben dem Universitätsklinikum Leipzig und dem Klinikum Chemnitz ist das Klinikum eines der drei Krankenhäuser mit Maximalversorgung in Sachsen.

## Geschichte

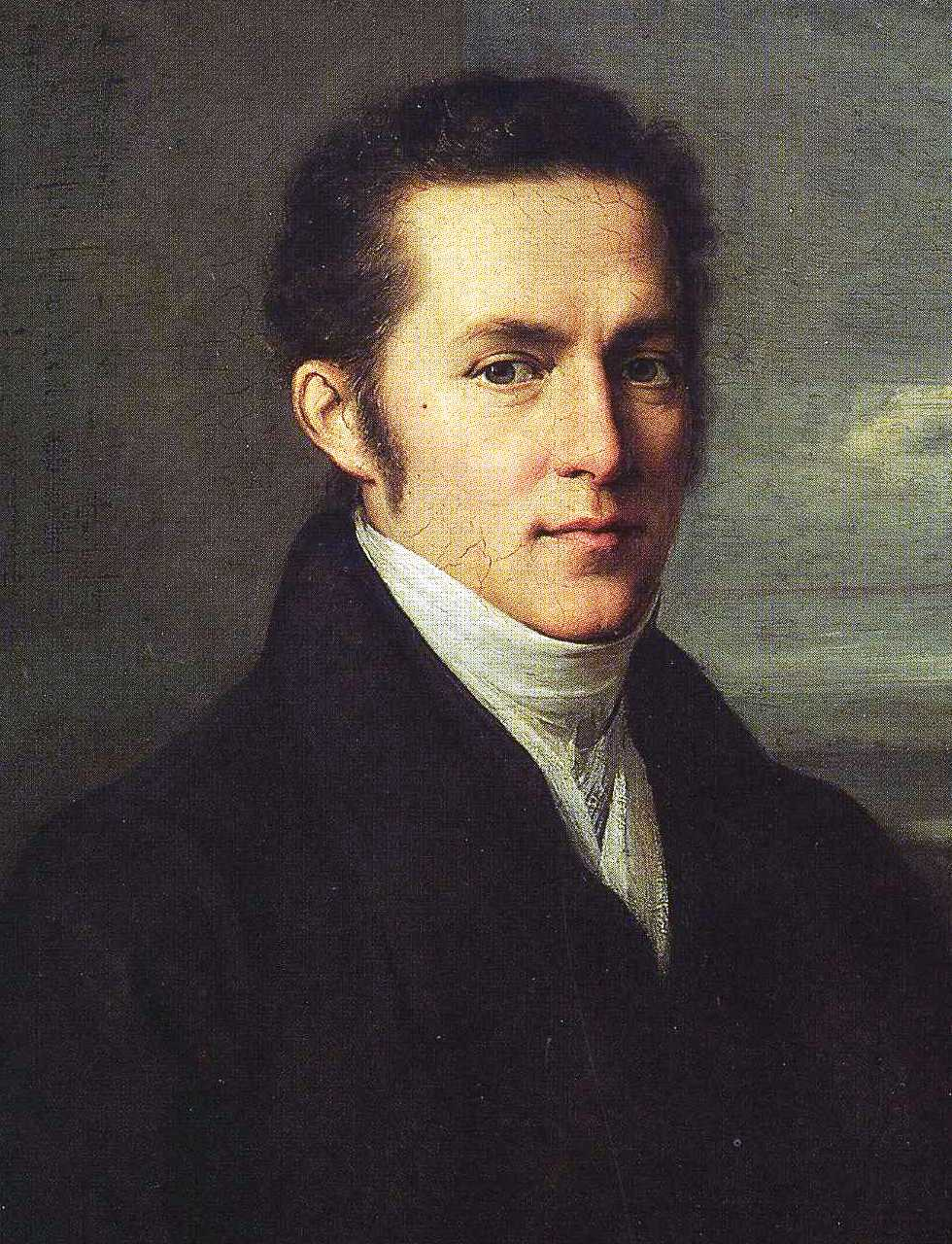
Carl Gustav Carus, Leibarzt König Antons, lehrte von 1815 bis 1869 an der Chirurgisch-Medicinischen Akademie

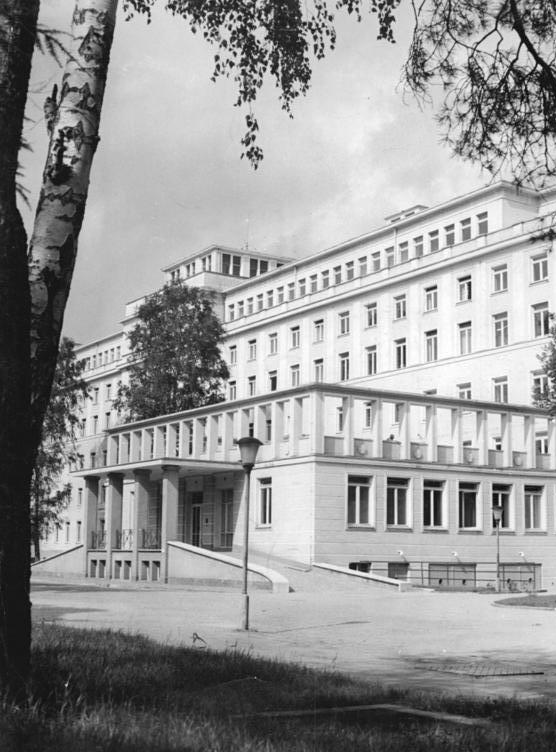
Die 1956 eröffnete Chirurgische Klinik

Die Anfänge der medizinischen Ausbildungsstätten in Dresden gehen auf das Collegium medico-chirurgicum zurück, das als militärische Ausbildungsstätte 1748 gegründet wurde. Die als Vorläufer der Medizinischen Akademie angesehene Königlich Chirurgisch-Medicinische Akademie wurde 1815 gegründet und rief den später namensgebenden Mediziner Carl Gustav Carus als Professor. Die Gründung erfolgte 13 Jahre vor der Gründung der Königlich-Technischen Bildungsanstalt, dem historischen Kern der Technischen Universität Dresden und drei Jahre nach Gründung der Fachrichtung Forstwissenschaften, dem ältesten Teil der TU Dresden.
Ursprünglich und bis 1864 war die Akademie im Kurländer Palais gegenüber dem heutigen Albertinum in unmittelbarer Innenstadtlage am Rand der Viertel um den Neumarkt untergebracht. Die Technische Bildungsanstalt befand sich zu der Zeit in einem Pavillon auf der Brühlschen Terrasse, nur wenige Gehminuten entfernt.
Im Dezember 1901 konnte das Klinikum die weitläufigen Anlagen des Stadtkrankenhauses Johannstadt beziehen. Der Komplex mit Anstaltskirche wurde in den folgenden Jahren weiter ergänzt, so zum Beispiel durch die Frauenklinik 1903. Weite Teile des Klinikcampus, in dem die Gebäude U-förmig um einen zentralen Park arrangiert sind, stehen nunmehr unter Denkmalschutz.

Am 1. Juni 1934 wurde Hermann Jensen zum Chefarzt der Chirurgischen Klinik und zum Direktor der nunmehr als Rudolf-Heß-Krankenhaus bezeichneten Einrichtung berufen. Jensen erhielt den Auftrag, sie zum Biologischen Zentralkrankenhaus und zu einer Mustereinrichtung der Neuen Deutschen Heilkunde auszubauen. An der von seinem Vorgänger Otto Rostoski und Erna von Abendroth am Krankenhaus gegründeten Krankenpflegeschule entstand unter Jensens Leitung am 1. Juli 1934 das Reichsmutterhaus der NS-Schwesternschaft.
Die für die angestrebte „Synthese von Schulmedizin und Naturheilkunde“ zur Neuen Deutschen Heilkunde wesentlichen Abteilungen waren die Innere Abteilung, als deren Leiter Reichsärzteführer Gerhard Wagner im Herbst 1934 den Internisten Louis Ruyter Radcliffe Grote bestimmte, und drei „Biologische Abteilungen“. Als Leiter der ersten „Biologischen Abteilung“ war der Schweizer Rohkosttherapeut Bircher-Benner vorgesehen. Die Verhandlungen mit ihm „zerschlugen sich“ (Brauchle), und auf seinen Vorschlag übernahm sein Schüler Werner Zabel diese Abteilung. Die zweite Abteilung wurde vom Naturheilkundler Alfred Brauchle, die dritte vom Hydrotherapeuten Georg Hauffe geleitet. Nach dem „Weggang“ von Zabel im Juni 1935 übernahm Brauchle auch die Leitung der ersten Abteilung, und nach dem Tode von Hauffe im Juni 1936 wurden alle drei Abteilungen zur „Klinik für Naturheilkunde“ unter Brauchles Führung vereinigt. Es wurde eine Gemeinschaftsstation mit 35 Betten eingerichtet, die von einem Naturheilkundler geleitet und von einem Schulmediziner mit allen diagnostischen Möglichkeiten begleitet wurde. Im Jahre 1943 jedoch wurde Brauchle durch Gauleiter Martin Mutschmann genötigt, Dresden zu verlassen. Damit endete das „Dresdener Experiment“. Auch der Ernährungsforscher Ragnar Berg arbeitete vom Herbst 1934 bis zum Frühjahr 1937 in einem ernährungsphysiologischen Labor im Rudolf-Heß-Krankenhaus.

In der Zeit des Nationalsozialismus wirkten weiterhin Hermann Boehm und Richard Kirsch in dem Krankenhaus. Bei den Luftangriffen auf Dresden wurden einige Gebäude der nach dem Flug von Rudolf Heß nach Schottland in Gerhard-Wagner-Krankenhaus umbenannten Klinik zerstört oder beschädigt. Der Lehrbetrieb wurde 1954 in der Medizinischen Akademie „Carl Gustav Carus“ wieder aufgenommen.
Anfang der 1990er Jahre wurde die Medizinische Akademie im Zuge der Reform der sächsischen Hochschullandschaft aufgelöst. Sie wurde aufgeteilt in das Universitätsklinikum Carl Gustav Carus und die medizinische Fakultät, die seit dem Wintersemester 1993 Teil der Technischen Universität Dresden ist. Am 1. Juli 1999 wurde das Universitätsklinikum auch rechtlich von der Universität getrennt. Es dient der Universität aber weiterhin zur Forschung und Lehre. Einzig das Klinikum rechts der Isar in München und das Universitätsklinikum Aachen sind in Deutschland neben dem Dresdner Universitätsklinikum an Technische Universitäten angegliedert. Das Universitätsklinikum Carl Gustav Carus ist Gründungsmitglied des 2010 gegründeten Wissenschaftsverbundes DRESDEN-concept, der eine Schlüsselmaßnahme der TU Dresden im Rahmen der Exzellenzinitiative des  Bundes und der Länder darstellt.

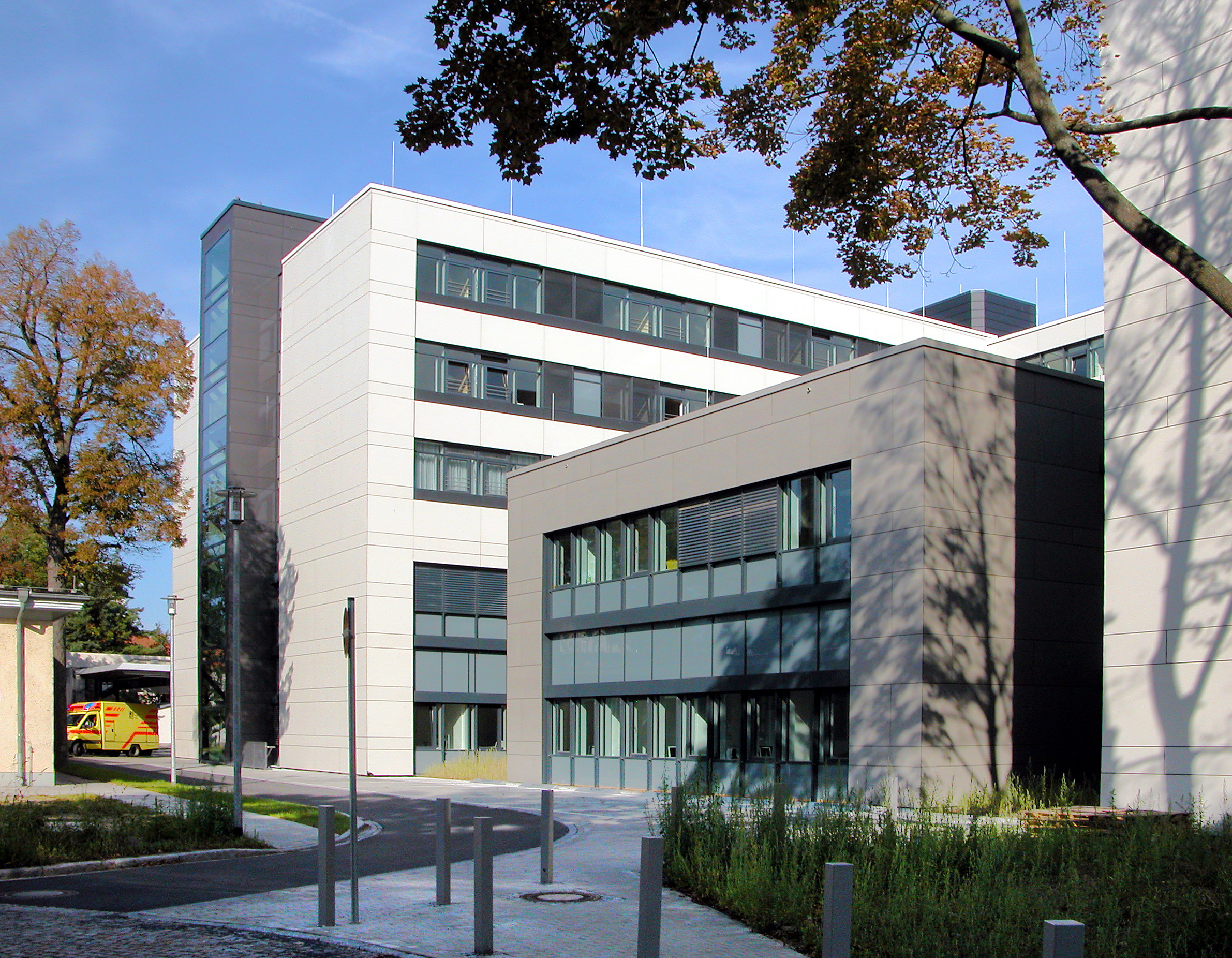
DINZ, Haus 27

Der Campus des Klinikums wurde seit 1990 mehrfach erweitert. Seitdem entstand zum Beispiel die chirurgische Notaufnahme und das Kinder- und Frauenzentrum. Im Jahr 2011 wurde das neue Diagnostisch-Internistisch-Neurologische Zentrum (DINZ, Haus 27) mit 411 angeschlossenen Plätzen und das durch einen Neubau erweiterte Versorgungszentrum eröffnet.

## Daten und Fakten
Das Universitätsklinikum umfasst 26 Kliniken und Polikliniken, vier Institute und 14 interdisziplinäre Zentren mit insgesamt 1410 Betten und rund 5.300 Mitarbeitern in Vollzeit, davon 1005 Ärzte und knapp 2000 Pflegekräfte. 2020 wurden insgesamt 55.877 stationär, 7.960 teilstationär sowie weitere 233.975 Patienten ambulant behandelt, in Summe 297.812 Patienten. Es ist das einzige Krankenhaus in Sachsen mit Supra-Maximalversorgung.
Am Klinikum arbeiten 965 Mitarbeiter im ärztlichen Dienst und 2166 im Pflegedienst. Daneben sind noch etwa 2100 Studenten am Klinikum tätig. An der Carus Akademie, der Berufsschule des Universitätsklinikum Dresden, lernen 469 Auszubildende. Zusätzlich studieren 3008 Studierende an der Universitätsklinik, davon 2458 Medizin und 403 Zahnmedizin.
Die Anstalt hat einen medizinischen und kaufmännischen Vorstand. Im Aufsichtsrat (Vorsitzender seit Juli 2017: Gernot Brunner; davor: Peter C. Scriba) sind unter anderem Vertreter der sächsischen Staatsregierung und der Technischen Universität.
Im Klinik-Ranking 2020 der Zeitschrift Focus erreichte das Klinikum den zweiten Platz und wird in Bezug auf die Forschung sowie den Einsatz der digitalen Medizin als führendes Klinikum Deutschlands bewertet.
Daten basierend auf dem Jahresbericht 2020:
- Betten: 1.410
- Fälle im stationären Bereich: 55.877
- Fälle in tagesklinischer Betreuung: 7.960
- Fälle in der ambulanten Versorgung: 233.975 (Pauschalvergütete Fälle)
- durchschnittliche Verweildauer (vollstationär): 7,69 Tage
- Voll- und Teilzeitbeschäftigte: 6.546 (Vollbeschäftigungsäquivalent: 5.116,04)
- Erträge: 639.639.000 €
- Aufwand: 645.238.000 €
- Gesamtergebnis: −9.045.000 €

## Lage und Anbindung

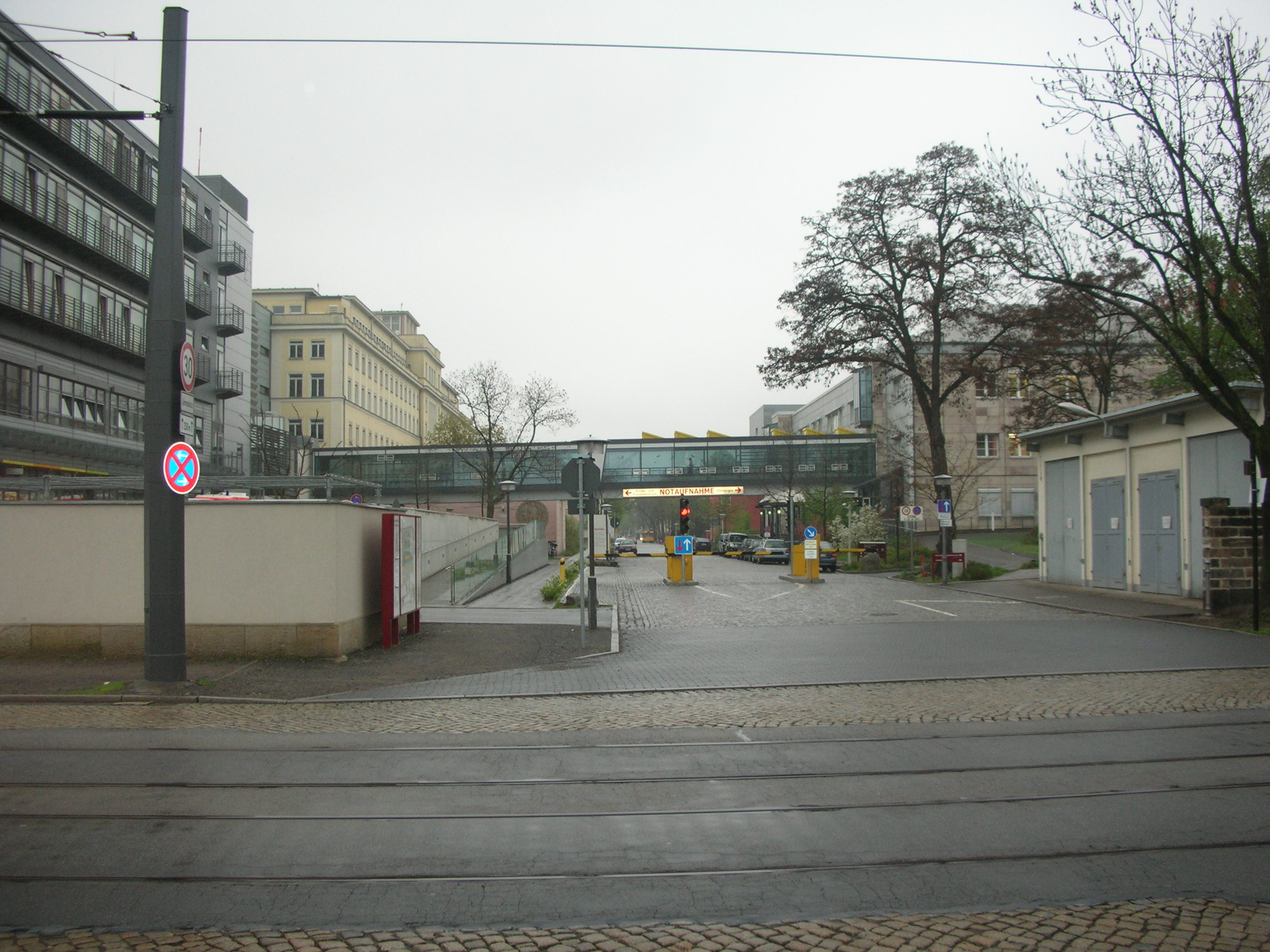
Die nördliche Haupteinfahrt und Notaufnahme

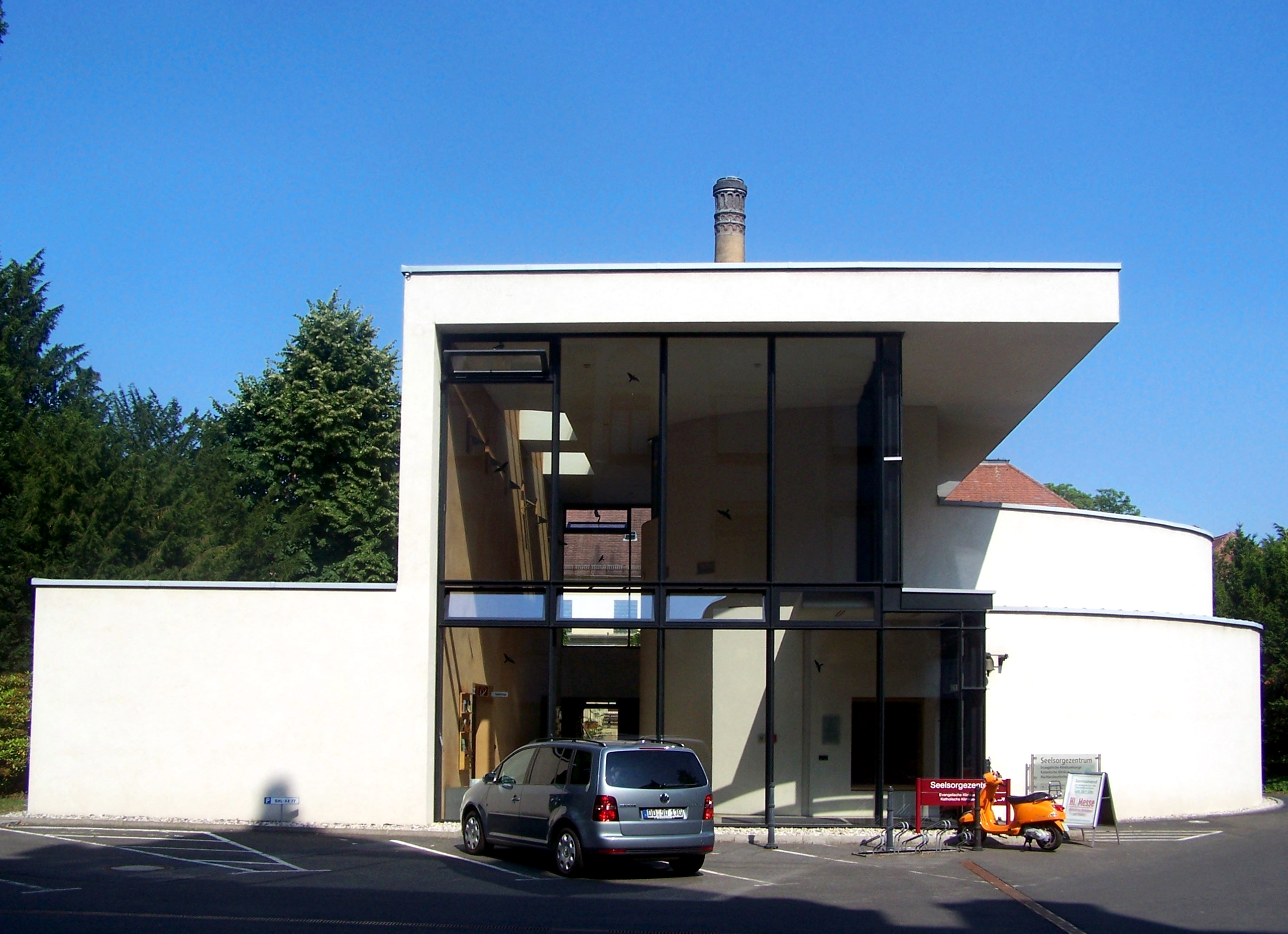
Ökumenisches Seelsorgezentrum an der Stelle der früheren Anstaltskirche

Das Klinikum liegt in der Johannstadt, einem östlich der Dresdner Altstadt gelegenen Stadtteil des Vorstadtgürtels. Das Klinikumsgebiet liegt auf Höhe des Großen Gartens nicht weit von der Elbe entfernt und hat den Charakter eines geschlossenen parkartigen Campus mit zahlreichen Gebäuden. Die Einrichtungen der Technischen Universität und des Studentenwerks Dresden für die medizinische Fakultät grenzen unmittelbar an den Klinikumsbereich an bzw. reichen in diesen hinein. Im Osten ragt das Max-Planck-Institut für molekulare Zellbiologie und Genetik in den Klinikcampus.
Im Westen läuft die Fetscherstraße am Klinikum vorbei. Diese gehört zum Verkehrszug Waldschlößchenbrücke. Dort grenzt im Nordosten das Herzzentrum Dresden an das Campus-Gelände.
Im Norden verlaufen Pfotenhauerstraße und das Käthe-Kollwitz-Ufer in die Richtungen Innenstadt und Blasewitz. Im Süden tangiert die Blasewitzer Straße das Universitätsklinikum von West nach Ost.
Auf der Blasewitzer Straße verkehren die Straßenbahnlinien 12 und 6. Teilweise im Klinikumsareal verlaufen die Buslinien 62 und 64.

## Einrichtungen

### Kliniken und Polikliniken
1. Klinik und Poliklinik für Anaesthesiologie
2. Klinik und Poliklinik für Augenheilkunde
3. Klinik und Poliklinik für Viszeral-, Thorax- und Gefäßchirurgie
4. Klinik und Poliklinik für Unfall- und Wiederherstellungschirurgie
5. Klinik und Poliklinik für Neurochirurgie
6. Klinik und Poliklinik für Kinderchirurgie
7. Klinik und Poliklinik für Frauenheilkunde und Geburtshilfe
8. Klinik und Poliklinik für Hals-, Nasen- und Ohrenheilkunde
9. Klinik und Poliklinik für Dermatologie
10. Medizinische Klinik und Poliklinik I
11. Medizinische Klinik und Poliklinik III
12. Klinik und Poliklinik für Kinderheilkunde
13. Klinik und Poliklinik für Nuklearmedizin
14. Klinik und Poliklinik für Orthopädie
15. Klinik und Poliklinik für Strahlentherapie und Radioonkologie, damit baulich verbunden: OncoRay – Nationales Zentrum für Strahlenforschung in der Onkologie
16. Klinik und Poliklinik für Urologie
17. Klinik und Poliklinik für Psychiatrie und Psychotherapie
18. Klinik und Poliklinik für Psychotherapie und Psychosomatik
19. Klinik und Poliklinik für Kinder- und Jugendpsychiatrie und -psychotherapie
20. Klinik und Poliklinik für Neurologie
21. Klinik und Poliklinik für Mund-, Kiefer- und Gesichtschirurgie
22. Poliklinik für Kieferorthopädie
23. Poliklinik für Zahnerhaltung
24. Poliklinik für Zahnärztliche Prothetik
25. Poliklinik für Parodontologie

### Selbstständige Abteilungen im Bereich der Kliniken und Polikliniken
1. Abteilung für Chirurgische Forschung an der Klinik und Poliklinik für Viszeral-, Thorax- und Gefäßchirurgie
2. Abteilung für Kinderzahnheilkunde an der Poliklinik für Kieferorthopädie

### Institute und Polikliniken
1. Institut und Poliklinik für Diagnostische und Interventionelle Radiologie
2. Institut und Poliklinik für Diagnostische und Interventionelle Neuroradiologie

### Institute
1. Institut für Pathologie
2. Institut für Klinische Chemie und Laboratoriumsmedizin

### Sonstige selbstständige zentrale Einrichtungen
Carus Akademie am Universitätsklinikum Carl Gustav Carus Dresden